# Bahrein op de Olympische Spelen

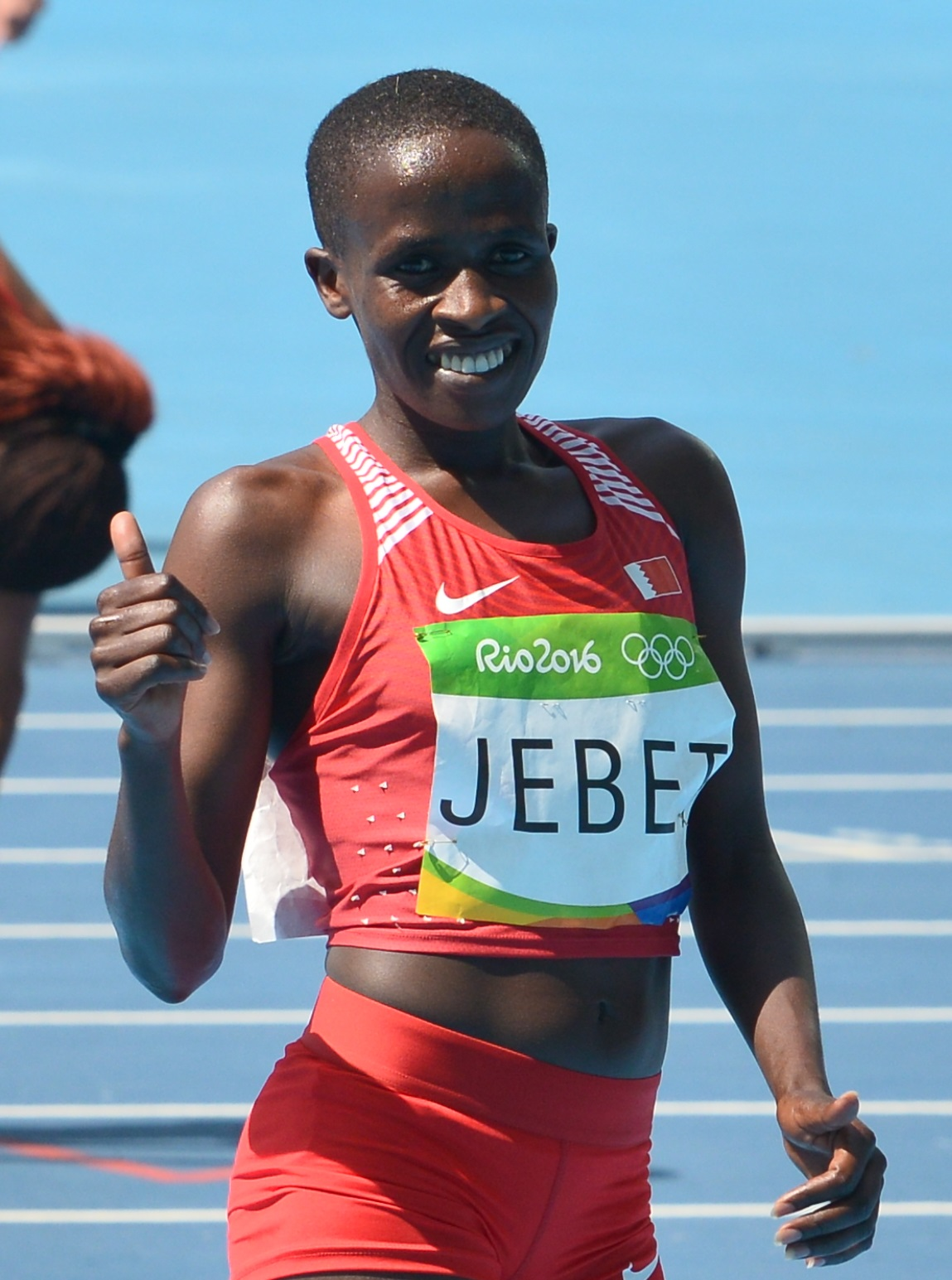
Gouden medaille winnares Ruth Jebet

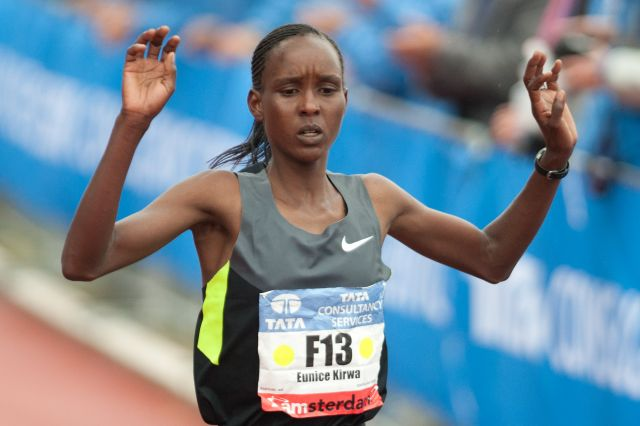
Zilveren medaille winnares Eunice Kirwa

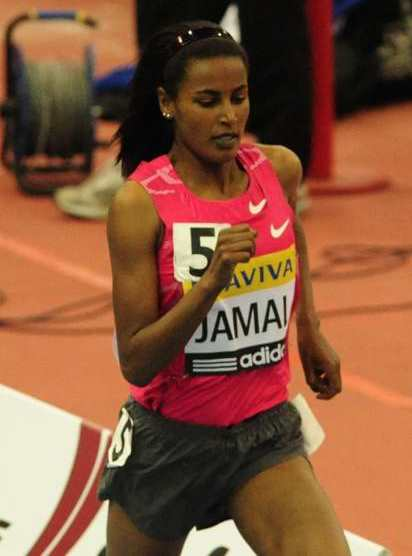
Bronzen medaille winnares Maryam Jamal

Bahrein is een van de landen die deelneemt aan de Olympische Spelen. Bahrein debuteerde op de Zomerspelen van 1984. Het heeft nog nooit deelgenomen aan de Winterspelen.
Parijs 2024 was voor Bahrein voor de elfde delname aan de Zomerspelen.

## Medailles en deelnames
Er werden acht medailles gewonnen, zes door vrouwen alle in de atletiek. In 2012 behaalde Maryam Yusuf Jamal met de bronzen medaille op de 1500 meter de eerste. Nadat later de twee Turkse medaille winnaressen hun medaille werd ontnomen kreeg zij alsnog de gouden medaille toegewezen. In 2016 werd een gouden- en zilveren medaille behaald door respectievelijk Ruth Jebet op de 3000 meter steeple en Eunice Kirwa op de marathon. Op de Spelen van 2020 behaalde Kalkidan Gezahegne zilver op de 10.000 meter. In 2024 won Winfred Yavi goud op de steeplechase, terwijl Akhmed Tazhudinov in dat jaar goud behaalde bij het worstelen.

### Overzicht
De tabel geeft een overzicht van de jaren waarin werd deelgenomen, het aantal gewonnen medailles en de eventuele plaats in het medailleklassement.
| Jaar   | Goud · | Zilver · | Brons · | Totaal | Rang |
| 1984   | 0      | 0        | 0       | 0      | -    |
| 1988   | 0      | 0        | 0       | 0      | -    |
| 1992   | 0      | 0        | 0       | 0      | -    |
| 1996   | 0      | 0        | 0       | 0      | -    |
| 2000   | 0      | 0        | 0       | 0      | -    |
| 2004   | 0      | 0        | 0       | 0      | -    |
| 2008   | 0      | 0        | 0       | 0      | -    |
| 2012   | 1      | 0        | 0       | 1      | 50   |
| 2016   | 1      | 1        | 0       | 2      | 48   |
| 2020   | 0      | 1        | 0       | 1      | 77   |
| 2024   | 2      | 1        | 1       | 4      | 33   |
| Totaal | 4      | 3        | 1       | 8      | -    |

* 2012: De medailles op de 1500m vrouwen werden opnieuw toegewezen nadat de Turkse gouden en zilveren medaille winnaressen hun medailles werden ontnomen, het Bahreinse brons werd goud.

### Per deelnemer
| Editie | Sport    | Olympiër           | Onderdeel          | Medaille |
| ------ | -------- | ------------------ | ------------------ | -------- |
| 2012   | Atletiek | Maryam Yusuf Jamal | 1500m (v)          | *        |
| 2016   | Atletiek | Ruth Jebet         | 3000 m steeple (v) | Goud     |
| 2016   | Atletiek | Eunice Kirwa       | marathon (v)       | Zilver   |
| 2020   | Atletiek | Kalkidan Gezahegne | 10.000m (v)        | Zilver   |

Afghanistan · Albanië · Algerije · Amerikaans-Samoa · Amerikaanse Maagdeneilanden · Andorra · Angola · Antigua en Barbuda · Argentinië · Armenië · Aruba · Australië · Azerbeidzjan · Bahama's · Bahrein · Bangladesh · Barbados · België · Belize · Benin · Bermuda · Bhutan · Bolivia · Bosnië en Herzegovina · Botswana · Brazilië · Britse Maagdeneilanden · Brunei · Bulgarije · Burkina Faso · Burundi · Cambodja · Canada · Centraal-Afrikaanse Republiek · Chili · China · Chinees Taipei · Colombia · Comoren · Congo-Brazzaville · Congo-Kinshasa · Cookeilanden · Costa Rica · Cuba · Cyprus · Denemarken · Djibouti · Dominica · Dominicaanse Republiek · Duitsland · Ecuador · Egypte · El Salvador · Equatoriaal-Guinea · Eritrea · Estland · Ethiopië · Fiji · Filipijnen · Finland · Frankrijk · Gabon · Gambia · Georgië · Ghana · Grenada · Griekenland · Groot-Brittannië · Guam · Guatemala · Guinee · Guinee-Bissau · Guyana · Haïti · Honduras · Hongarije · Hongkong · Ierland · IJsland · India · Indonesië · Irak · Iran · Israël · Italië · Ivoorkust · Jamaica · Japan · Jemen · Jordanië · Kaaimaneilanden · Kaapverdië · Kameroen · Kazachstan · Kenia · Kirgizië · Kiribati · Koeweit · Kosovo · Kroatië · Laos · Lesotho · Letland · Libanon · Liberia · Libië · Liechtenstein · Litouwen · Luxemburg · Madagaskar · Malawi · Malediven · Maleisië · Mali · Malta · Marokko · Marshalleilanden · Mauritanië · Mauritius · Mexico · Micronesië · Moldavië · Monaco · Mongolië · Montenegro · Mozambique · Myanmar · Namibië · Nauru · Nederland · Nepal · Nicaragua · Nieuw-Zeeland · Niger · Nigeria · Noord-Korea · Noord-Macedonië · Noorwegen · Oeganda · Oekraïne · Oezbekistan · Oman · Oost-Timor · Oostenrijk · Pakistan · Palau · Palestina · Panama · Papoea-Nieuw-Guinea · Paraguay · Peru · Polen · Portugal · Puerto Rico · Qatar · Roemenië · Rusland · Rwanda · Saint Kitts en Nevis · Saint Lucia · Saint Vincent en de Grenadines · Salomonseilanden · Samoa · San Marino · Saoedi-Arabië · Sao Tomé en Principe · Senegal · Servië · Seychellen · Sierra Leone · Singapore · Slovenië · Slowakije · Somalië · Spanje · Sri Lanka · Soedan · Suriname · Swaziland · Syrië · Tadzjikistan · Tanzania · Thailand · Togo · Tonga · Trinidad en Tobago · Tsjaad · Tsjechië · Tunesië · Turkije · Turkmenistan · Tuvalu · Uruguay · Vanuatu · Venezuela · Verenigde Arabische Emiraten · Verenigde Staten · Vietnam · Wit-Rusland · Zambia · Zimbabwe · Zuid-Afrika · Zuid-Korea · Zuid-Soedan · Zweden · Zwitserland
Historische landen: Bohemen · Bondsrepubliek Duitsland · Brits-Indië · Duitse Democratische Republiek · Joegoslavië · Malaya · Nederlandse Antillen · Noord-Borneo · Noord-Jemen · Saarland · Servië en Montenegro · Sovjet-Unie · Tsjecho-Slowakije · West-Indische Federatie · Zuid-Jemen
Bijzondere deelnames: Onafhankelijke olympische atleten · Vluchtelingenteam 
 Australazië · Duits Eenheidsteam · Gemengd team · Gezamenlijk Team